# ÖBB 4020
 (signalé en juillet 2025).
Si vous disposez d'ouvrages ou d'articles de référence ou si vous connaissez des sites web de qualité traitant du thème abordé ici, merci de compléter l'article en donnant les références utiles à sa vérifiabilité et en les liant à la section « Notes et références ».
- Archive Wikiwix
- Bing
- Cairn
- DuckDuckGo
- E. Universalis
- Gallica
- Google
- G. Books
- G. News
- G. Scholar
- Persée
- Qwant
- (zh) Baidu
- (ru) Yandex
- (wd) trouver des œuvres sur Wikidata

La série 4020 des Chemins de fer fédéraux autrichiens (en allemand : Österreichische Bundesbahnen, en abrégé ÖBB) est un rame automotrice électrique développé pour le trafic local et la S-Bahn de Vienne.

## Description
Entre 1978 et 1987, l'ÖBB achète un total de 120 ensembles de wagons de la série 4020 à trois voitures pour le trafic sur la Wiener Schnellbahn et le trafic régional dans des agglomérations telles que la vallée de l'Inn et la grande région de Linz. La planification de la série 4020 est basée sur le concept de l'ancienne série 4030, mais les rames automotrices de la série 4020 ont une commande à thyristor et des moteurs à courant mixte, de puissants freins à résistance électrique et des bogies sans traverse avec suspension pneumatique. Le concepteur Johann Benda, qui avait précédemment conçu la série 4010, est responsable de la conception des véhicules.
La série 4020 se compose d'unités en trois parties, chacune composée d'une rame automotrice (4020), d'une voiture intermédiaire (7020) et d'une voiture-pilote (6020). Chacune de ces voitures est équipée de deux larges entrées avec des portes coulissantes pivotantes à verrouillage centralisé avec des aides à l'ouverture de chaque côté de la voiture. À l'origine, les voitures n'avaient pas de verrouillage automatique des portes, les portes se fermaient de manière centralisée après l'enregistrement (similaire au métro de Vienne). Afin d'empêcher l'habitacle de se refroidir pendant les arrêts de virage plus longs, un bouton était attaché à chaque porte avec laquelle la porte pouvait être fermée.
L'intérieur spacieux est meublé avec de larges bancs moelleux disposés 2+2. Cependant, les housses de siège et les appuie-tête modernisés à partir de 1993 sont déjà remplacés plusieurs fois par de nouveaux. Les panneaux muraux verts (4020201-218 ; 220-240) sont remplacés par de l'orange sur la nouvelle série de livraison (4020219 ; 241-320) de l'usine. Les zones d'embarquement sont conçues pour être très grandes, avec une largeur allant jusqu'à 2 600 mm, pour un changement rapide des passagers. Les portes d'entrée sont conçues comme des portes coulissantes pivotantes à deux vantaux et sont à commande pneumatique. La largeur libre d'entre eux est de 1 400 mm. Les portes sont déverrouillées et fermées de manière centralisée depuis les cabines de conduite. Ce n'est qu'après avoir été libérés qu'elles peuvent être ouvertes par les voyageurs en tirant brièvement sur la poignée à pression. Il y a deux marches dans la zone de la porte. Les fenêtres du grand compartiment ont une largeur de 1 180 mm, elles sont équipées de verre de sécurité et sont conçues comme des fenêtres croisées. L'habitacle de l'autorail est ventilé par des gaines d'aération en liaison avec l'aspiration par les ventilateurs de la machine. Les habitacles sont chauffés par des résistances chauffantes, auparavant réglables en continu par les passagers ou pouvant être réglées en continu. Seul le conducteur du train peut régler la puissance de chauffage. Les cabines de conduite sont chauffées avec un chauffage à air chaud. De plus, elles disposent de grands pare-brise avec des vitres teintées et d'un store enrouleur. Les cabines de conduite sont également équipées d'une plaque chauffante et d'un compartiment de refroidissement.
Les voitures intermédiaires de la série 7020 sont à l'origine désignées comme voitures fumeurs et ont des toilettes à tuyau de descente à chaque extrémité de la voiture pour donner aux non-fumeurs du wagon et de la voiture de contrôle un moyen plus confortable d'accéder aux toilettes. En vis-à-vis se trouve un compartiment pour quatre personnes séparé du reste de la grande pièce. Après les principales réparations (à partir de 1993), elles sont fusionnées à une extrémité de la voiture, puisque les voitures du milieu sont désormais également désignées comme zones non-fumeurs. Dans certaines voitures, les toilettes sont déjà converties en système fermé. Bien que certains aient théoriquement deux toilettes, une seule est généralement en service. Dans certains cas, la deuxième toilette à tuyau de descente est retirée sans remplacement. Dans certains ensembles, l'un est équipé d'un système fermé et l'autre n'a qu'un système ouvert. Il y a des autocollants sur la plupart des portes indiquant que les toilettes resteront fermées en raison des conditions d'hygiène dans la zone métropolitaine. Cependant, ce n'est généralement pas le cas, car le conducteur doit les ouvrir ou les verrouiller au dernier arrêt avant les limites de la ville.
Dans le cadre des principales réparations effectuées à partir de 1993, les unités sont modernisées dans de nombreux détails : les affichages à rouleaux pour l'affichage cible avec leur lettrage bleu caractéristique sur fond blanc sont remplacés par des affichages matriciels. Les convoyeurs à rouleaux intérieurs avec le tracé de la ligne sont retirés de tous les autres wagons à partir des années 2000. Les portes de tous les ensembles sont complétées par une surveillance de la zone de porte avec des barrières lumineuses, comme cela n'était auparavant disponible que sur les ensembles utilisés sur la ligne de banlieue à Vienne, et une fermeture automatique des portes est mise en place, ce qui est nécessaire pour une utilisation par un seul homme est nécessaire. L'intérieur est amélioré et la peinture est légèrement modifiée (gris-blanc au lieu d'ivoire). À partir de 2004, certains trains sont repeints dans le design incliné rouge-gris habituel pour les transports locaux de l'ÖBB, ce qui apporte un intérieur quelque peu modernisé en gris-bleu (au lieu de violet) et de nouveaux lettrages et pictogrammes. Cependant, certains sont économisés et ont des porte-bagages et des cadres de siège gris, mais pas de murs gris. Quelques unités de la première série de livraison ne sont repeintes que jusqu'à ce que la palette de couleurs bleues soit à nouveau utilisée à partir de 4020220. À partir de fin 2002, tous les ensembles sont équipés d'un dispositif de neutralisation du freinage d'urgence et reclassés dans les séries 4020.2 et 4020.3. En 2016, les poignées de porte d'origine sont remplacées, ainsi qu'un système de feux clignotants et un avertisseur sonore sur les portes. Au cours de cela, un bord de capteur de porte électrique est également installé.

## Conduite
Des bogies entièrement nouveaux sont développés pour les unités. Les bogies moteurs ont un châssis fermé. Les forces de freinage et de traction sont transmises par un pivot monté sur caoutchouc. Les châssis des bogies porteurs sont conçus comme des châssis en H ouverts et un système de levier est utilisé pour la transmission de puissance.
Les ensembles de roues motrices sont freinés par des freins à disque. Il existe également des freins à patins sur les ensembles de roues motrices, qui sont utilisés comme freins antidérapants. Les ensembles de roues sont équipés chacun de deux freins à disque ondulés. En plus du frein mécanique, les wagons disposent également d'un frein électrodynamique à excitation externe, qui est en outre actionné avec le frein à air comprimé, la commande de frein accédant principalement au frein électrodynamique. L'énergie de freinage qui en résulte est convertie en chaleur dans les résistances de freinage.
Les bogies aux essieux sont amortis par des éléments en caoutchouc, la caisse de la voiture est soutenue sur les bogies par des soufflets pneumatiques. Les soufflets pneumatiques absorbent toutes les forces longitudinales et latérales et garantissent que la hauteur du plancher reste la même, quelle que soit la charge sur le wagon. En même temps, la pression d'air dans le soufflet est utilisée pour piloter le frein asservi à la charge. Un frein électropneumatique à commande directe de conception OC Oerlikon est utilisé comme système de freinage. C'est un frein performant avec freinage automatique en charge. Chaque bogie dispose de quatre cylindres de frein de 10 pouces pour les freins à disque. Les bogies moteurs disposent également de quatre cylindres de frein de 8 pouces pour actionner le frein à bloc supplémentaire. Toutes les paires de roues ont une commande électronique anti-patinage.

## Équipement électrique
Chaque autorail est équipé d'une commande à thyristor sans contact, le réglage du freinage et de la traction est variable à l'infini. Ce système de contrôle n'est pas encore répandu lors de la construction des véhicules ; deux ans plus tôt, il y avait eu quelques problèmes avec les locomotives de la série 1044. La commande du véhicule se traduit par une accélération et un freinage sans à-coups. De ce fait, et grâce à d'autres innovations comme la commande automatique de conduite et de freinage (AFB), le conducteur du train peut consacrer plus de temps à l'observation du parcours et vivre un travail facilité par rapport aux commandes des véhicules plus anciens. Les opérations de commutation habituelles sont évitées. L'autorail est alimenté par quatre moteurs de traction à courant mixte d'une puissance de 300 kW chacun. Cela permet d'obtenir un effort de traction de démarrage de 114 kN. Le frein électrodynamique atteint une force de freinage de 100 kN. Les moteurs de traction sont logés dans le châssis du bogie dans une conception de suspension, ils sont soutenus par des ressorts à couche de caoutchouc. Les moteurs sont ventilés par une ventilation combinée interne et externe. L'entraînement se fait d'un côté via une grande roue à ressort. L'autorail est équipé de deux pantographes demi-ciseaux et d'un interrupteur rapide à air comprimé au-dessus du bogie arrière. De 1994 à 1997, le deuxième pantographe à demi-ciseaux est retiré. Les ventilateurs du transformateur et des moteurs de traction ainsi que les résistances de freinage du frein à résistance électrique sont également situés sur le toit. Les autres parties de l'équipement électrique sont placées sous le plancher de la cabine entre les bogies. Il s'agit du transformateur avec le refroidisseur d'huile, du convertisseur de puissance avec les ventilateurs, de la batterie et du boîtier de l'appareil, du chargeur, du compresseur d'air et de leur réservoir d'air.

## Répartition
Aujourd'hui, l'utilisation des rames automotrices se concentre principalement dans la zone métropolitaine de Vienne et les extensions individuelles de la S-Bahn de Vienne. Leur part dans ce réseau ne représente plus qu'une petite partie du nombre total de trains en circulation.
Domaine d'application (août 2022) :
- Ligne principale de Vienne entre Meidling et Floridsdorf
- Franz-Josefs-Bahn entre la Gare de Vienne-Franz-Josefs et Tulln
- Nordwestbahn entre Floridsdorf et Stockerau ou Hollabrunn
- Liaison Stockerau– Tullnerfeld (par Absdorf-Hippersdorf et Tulln Stadt)
- Südbahn entre la gare centrale de Vienne et la gare centrale de Wiener Neustadt ou Payerbach-Reichenau (une paire de trains le week-end)
- Ligne de Tulln à Saint Pölten entre Tulln et la gare centrale de Saint Pölten
- Ligne de banlieue entre Vienne-Handelskai et Vienne-Hütteldorf (uniquement possible avec des amendes ; de facto prévu, officiellement pas)

Anciennes zones opérationnelles :
- Ligne de l'Arlberg entre la gare centrale d'Innsbruck et Ötztal ou Landeck
- Aspangbahn entre Vienne-Rennweg et Kaiserebersdorf
- Ligne du Vorarlberg et ses branches vers Sankt Margrethen et vers Buchs (fin 1984 à 2006)
- Ligne de chemin de fer du Brenner entre la gare centrale d'Innsbruck et Brenner
- Franz-Josefs-Bahn entre Absdorf-Hippersdorf et Gmünd ou Krems an der Donau
- Karwendelbahn entre la gare centrale d'Innsbruck et Garmisch-Partenkirchen
- Laaer Ostbahn de la gare centrale de Vienne à Laa an der Thaya
- Ligne de l'Est de Marchegg (de) entre Vienne Erzherzog-Karl-Strasse et Vienne-Aspern Nord
- Nordbahn entre Vienne-Floridsdorf et Bernhardsthal ou Marchegg
- Nordwestbahn entre Hollabrunn et Znojmo
- Ostbahn entre la gare centrale de Vienne et Hegyeshalom ou Bratislava-Petržalka
- Pannoniabahn entre Parndorf Ort et Neusiedl am See
- Pottendorfer Linie entre Vienne-Meidling et la gare centrale de Wiener Neustadt
- Pressburger Bahn entre Kaiserebersdorf et Wolfsthal
- Rudolfsbahn ou ligne de la vallée de l'Enns (de) entre Amstetten et Kleinreifling ou Liezen/Selzthal
- Ligne de chemin de fer de Semmering entre Payerbach-Reichenau et Mürzzuschlag
- Summerauer Bahn entre la gare centrale de Linz et Summerau
- Ligne de Kufstein à Innsbruck entre la gare centrale d'Innsbruck et Kufstein
- ligne ferroviaire entre Vienne-Hütteldorf et Vienne-Meidling
- Ligne de l'Ouest entre la gare de l'Ouest (Vienne) et la gare centrale de Linz

Les unités multiples de la série 4020 sont utilisées dans la grande région de Vienne comme la S-Bahn et les trains régionaux et occasionnellement comme trains régionaux entre Sankt Pölten et Pöchlarn ou sur la ligne de Sankt Valentin à Amstetten sur la ligne de l'Ouest]. Une paire quotidienne de trains circulait entre Waidhofen/Ybbs et Amstetten avec la 4020 jusqu'au changement d'horaire en décembre 2017.
Sur les lignes de S-Bahn de Vienne S1, S2, S7, S50 et S60, les 4020 ne sont plus utilisées. Elles sont remplacées sur la S80 entre Hütteldorf et Aspern Nord en 2020, mais sont réutilisés en 2021. Du 12 décembre 2021 à fin avril 2022, elles reprennent leur utilisation. Cependant, en raison d'annulations et de changements dans l'utilisation des véhicules, il est possible que ces lignes soient à nouveau desservies par des unités de la série 4020. Sur les autres lignes de S-Bahn, les autorails Talent et/ou Cityjet sont utilisés en service régulier.

## Remplacement
Les autorails Talent portant la désignation de série 4023/4024 sont à l'origine destinés à succéder. Après de nombreux tests en 2003, la série 4023 est mise en service régulier début 2004 dans la région de Salzbourg et la série 4024 sur la Wiener Schnellbahn.
Après des problèmes répétés avec les Talents déployés, le plan initial est abandonné dans le Tyrol et le Vorarlberg. Ainsi, les 119 unités de la série 4020 sont restées en activité.
Après un processus d'appel d'offres, les rames automotrices, dont certaines ont déjà plus de 40 ans, sont désormais remplacées par Desiro ML, qui, à la suite de la conclusion de l'accord-cadre en 2010 et de la commande spécifique fin janvier 2013, sont successivement mises en service sous le nom de Cityjets depuis 2015.
En raison de problèmes avec les Cityjets nouvellement livrés et de la livraison de plusieurs ensembles à l'ODEG allemand, plusieurs unités de la série 4020 qui avaient déjà été garées sont réactivées.
Au 15 novembre 2022, 35 des 120 unités d'origine sont toujours actives. La plus ancienne encore utilisée à l'époque est l'unité 4020242, construite en 1981.